# Sam Nunn
Samuel Augustus “Sam” Nunn, Jr., född 8 september 1938 i Macon, Georgia, är en amerikansk affärsman och demokratisk politiker som var federal senator för Georgia 1972–1997. Inför presidentvalet 2004 skall han ha varit en av dem som var på tal när man skulle utse en vicepresidentkandidat vid John Kerrys sida. Numera är han chef för NTI (Nuclear Threat Initiative), en organisation som han grundade tillsammans med Ted Turner och som arbetar för att reducera kärnvapen och biologiska och kemiska vapen i världen.
Nunn växte upp i Perry, Georgia och inledde 1956 sina studier vid Georgia Institute of Technology. Han fortsatte studierna följande år vid Emory University, där han 1960 avlade sin grundexamen och 1962 juristexamen.
Nunn blev 1968 invald i Georgia House of Representatives, underhuset i den lagstiftande församlingen i delstaten Georgia. Fyra år senare blev han invald i USA:s senat. Han spelade en central roll bakom 1986 års lag om omorganisationen av USA:s försvarsdepartement, Department of Defense Reorganization Act, som också kallas Goldwater-Nichols Act efter senator Barry Goldwater och William Flynt Nichols, ledamot av representanthuset. I senaten samarbetade demokraten Nunn effektivt med republikanen Goldwater i lagberedningsarbetet. Lagen förtydligade försvarsministerns överhöghet, ökade makten för Chairman of the Joint Chiefs of Staff på bekostnad av kollektivet Joint Chiefs of Staff samt stärkte militärbefälhavarnas (Combatant Commanders) roll jämte försvarsgrensministrarna (Service Secretaries) och försvarsgrencheferna (Service Chiefs).
Sam Nunn School of International Affairs vid Georgia Tech har fått sitt namn efter Sam Nunn.